# Elzenmeten
Elzenmeten zijn een landvorm waarbij elzenstruiken langs akkers worden aangelegd. Deze struiken werden om regelmatig gekapt en gebruikt als brandhout.
Elzenmeten vormden een karakteristiek landbouwsysteem waarbij akkerbouw werd afgewisseld met veeteelt. Op de terreintjes tussen de elzenstruiken werd vaak rogge geteeld. Andere jaren liet men er koeien grazen. De elzensingels deden dienst als perceelsscheidingen. De eerste elzenmeten ontstonden in de Middeleeuwen.
Enkele van de weinige nog bestaande elzenmeten zijn te vinden bij Ouddorp op Goeree-Overflakkee. Het betreft de elzenmeeten van De Dolphijn aan de Klarebeekweg, De Mearend aan de Kelderweg en de Stelleweg en het perceel Het Witte paard aan de Dorpsweg. De Mearend is in 2011 nog in oorspronkelijke staat. De greppels zijn op diepte en de tussenliggende akkers zijn begroeid met grassen. Het Witte paard en De Dolphijn zijn grotendeels dichtgegroeid met bomen en struiken.